# Gaultheria pseudonotabilis
Gaultheria pseudonotabilis là một loài thực vật có hoa trong họ Thạch nam. Loài này được H.Li ex R.C.Fang mô tả khoa học đầu tiên năm 1999.